# Adrien Prévost de Longpérier

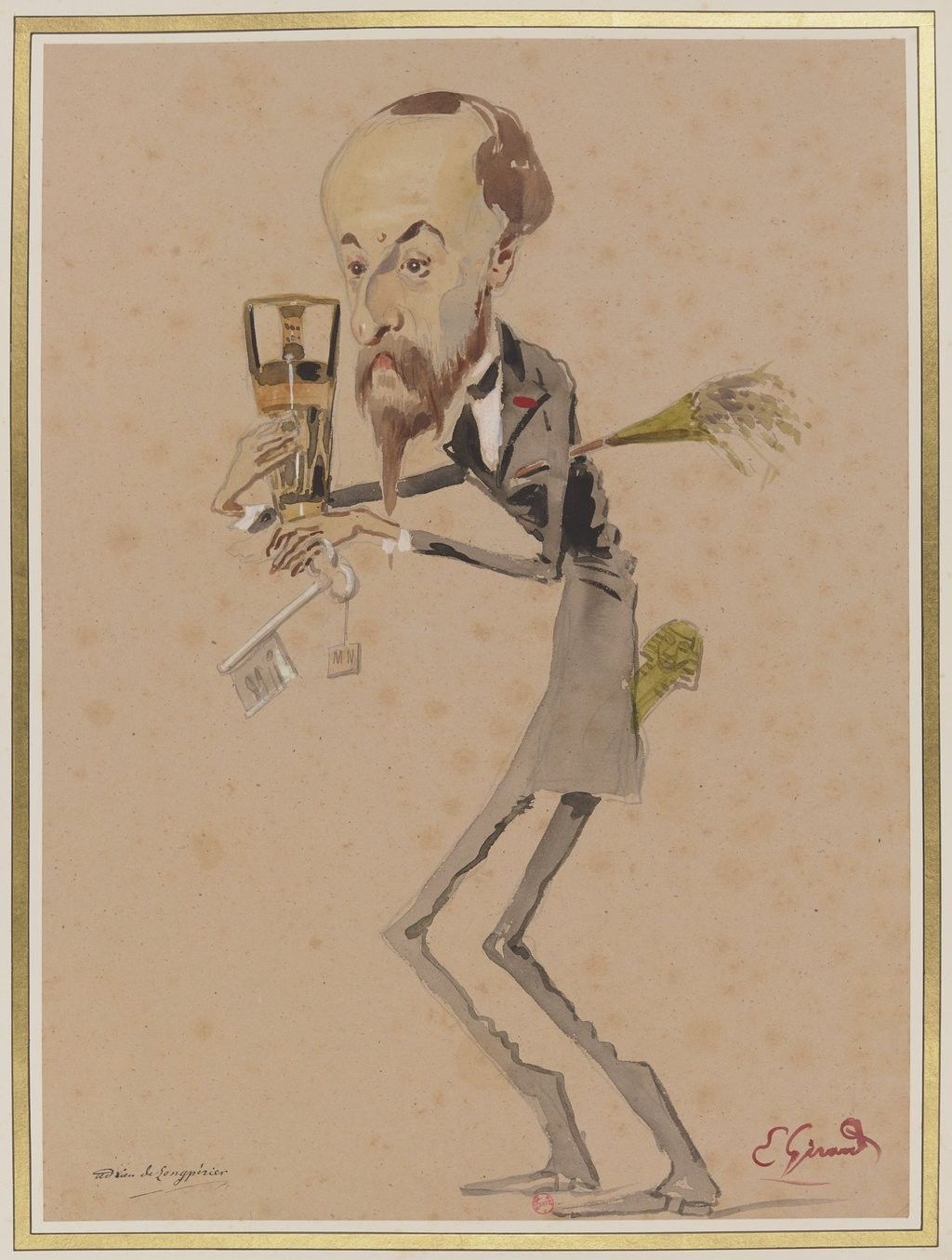

Henry Adrien Prévost de Longpérier (Parigi, 1816 – Parigi, 1882) è stato un numismatico, archeologo, assiriologo e conservatore francese.

## Biografia
Era figlio di Henri Simon Prévost de Longpérier, un comandante della guardia nazionale che fu in seguito sindaco di Meaux dal 1840 al 1848.
Nel 1836, entra al gabinetto delle medaglie della Bibliothèque royale (futura Bibliothèque nationale). Protetto da Raoul Rochette, ottiene il posto di primo impiegato nel 1842. Pubblica nel 1840 uno studio fondamentale sulla numismatica dei sovrani sasanidi, e si dedica qualche anno dopo alla numismatica degli Arsacidi.
Fonda con il barone Jean de Witte il Bulletin archéologique de l’Athenaeum français.
Nel 1856, subentrando a Louis de la Saussaye, Henry de Longpérier assume con Jean de Witte la direzione de La Revue numismatique.

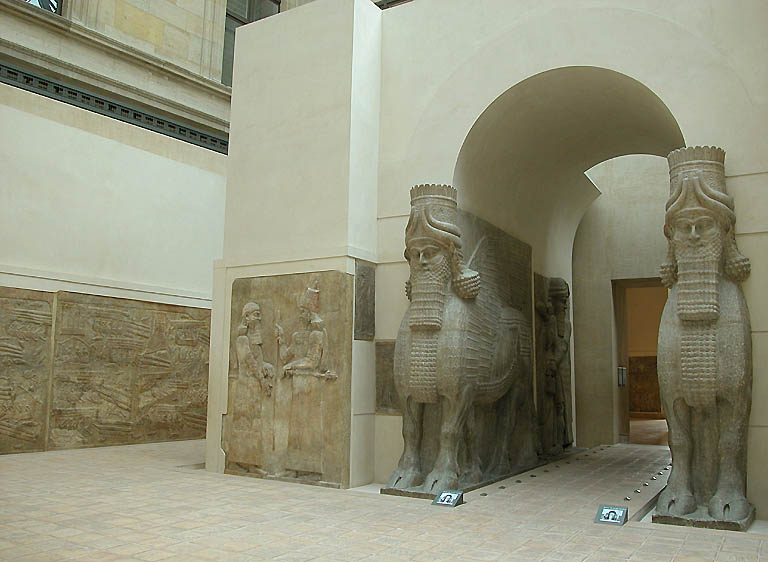
Le sculture di Khorsabad nella loro presentazione attuale

Dal 1847 al 1870 fu conservatore delle antichità al museo del Louvre. Nel 1848 è l'unico conservatore del Louvre che non viene revocato al cambio di regime. In qualità di conservatore delle antichità era responsabile di collezioni provenienti da aree culturali ed epoche molto varie. A questo titolo, accoglie al Louvre le prime sculture assire arrivate in Francia da Khorsabad, e s'interessa da vicino della decifrazione della scrittura cuneiforme.
Fu anche responsabile per ricevere la collezione Campana. Tra i suoi numerosi interessi scientifici ci sono le civiltà della Americhe e le antichità nazionali: Longpérier diede l'avvio, all'interno del Louvre, a un museo messicano (1850) e fu uno dei membri della commissione per la creazione del Musée d'archéologie nationale a Saint-Germain-en-Laye.
Dal 1854 fu membro dell'Académie des inscriptions et belles lettres. Fu direttore della Revue numismatique dal 1856 al 1872. Dal 1858 fu membro del Comité des travaux historiques et scientifiques.

## Pubblicazioni
- Essai sur les médailles des rois perses de la dynastie Sassanide, F. Didot Frères, Paris, 1840, 88 p..
- Notice des monnaies française composant la collection de M.J. Rousseau accompagnée d'indications historiques et géographiques et précédée de considérations sur la numismatique française, Paris, 1848
- Notice des antiquités assyriennes, babyloniennes, perses, hébraiques Notice des monuments exposés dans la salle des antiquités américaines (Mexique et Pérou), au musée du Louvre, 1850.
- Notice des bronzes antiques exposés dans les galeries du Musée impérial du Louvre, 1868, 224 p..
- Recherches sur les insignes de la questure et sur les récipients monétaires, Didier, 1868, 95 p..
- Œuvres de Longpérier réunies et mises en ordre par G. Schlumberger (tome 1: Archéologie orientale. Monuments arabes ; tome 2: Antiquités grecques, romaines et gauloises (1838-1861) ; tome 3: Antiquités grecques, romaines et gauloises (1862-1883) ; tome 4. Moyen Âge et renaissance (1837-1858) ; tome 5: Moyen Âge et renaissance (1858-1868) ; tome 6: Moyen Âge et renaissance (1869-1883) Antiquités américaines. Supplément: Bibliographie générale ; tome 7: Nouveau supplément et Table générale.), Leroux, Paris, 1883-1886.